# Михаил Шемякин
Михаѝл Миха̀йлович Шемя̀кин (на руски: Михаил Михайлович Шемякин) е руско-американски скулптор.

## Биография
Роден е на 4 май 1943 г. в Москва в семейството на офицер от кабардински произход и израства в Източна Германия. През 1957 г. семейството се връща в Ленинград, където Шемякин започва да учи в художествено училище, но е изключен. Активен участник в неконформистките художествени кръгове на Ленинград, той е преследван от комунистическия режим, принудително затварян в психиатрични клиники и изгонен от страната през 1971 г. През следващите години работи във Франция и Съединените щати, като развива и активна дейност за популяризиране на руската култура и колекционира предмети на изкуството.

## Отличия и награди
- Награден е с медал на конкурса за книги във Венеция за илюстрациите му към сборника „Класическа испанска епиграма“, 1971 г.
- Почетна докторска степен на Университета на Сан Франциско през 1984 г.
- Почетен доктор на Европейската академия на изкуствата във Франция, 1987 г.
- Почетна докторска степен на Cedar Crest College, Алънтаун, Пенсилвания, 1989 г.
- Държавна награда на Руската федерация през 1993 г. в областта на литературата и изкуството (28 декември 1993 г.) - за произведения от последните години.[2]
- Кавалер на Ордена за изкуства и литература (Франция, 1994 г.).
- Почетни докторати: Руски държавен хуманитарен университет (РГГУ; Москва) и Университет на Кабардино-Балкарската република, Налчик, 1996 г.
- Златен медал „Достоен“ на Руската академия на изкуствата, Москва, 1998 г.
- Награда „Златен софит“ – като най-добър театрален артист за 2001 г. (Санкт Петербург, 2001 г.).
- Награда „Петропол“ за уникален принос в културата на Санкт Петербург, 2001 г.
- Лауреат на наградата „Златна маска“ в номинацията „Най-добра работа на артист в музикален театър“ (за пиесата „Лешникотрошачката“ в Мариинския театър), Москва, 2002 г.
- Специална награда „Балтика“ за най-добра авторска работа в театъра (Санкт Петербург, 2002 г.).
- Орден на Дружбата (Русия, 28 октомври 2009 г.) – за голям принос в развитието на културните връзки с Руската федерация, запазването и популяризирането на руския език и руската култура.[3]
- Знак на Министерството на културата на Руската федерация „За принос в руската култура“, Москва, 2018 г.[4]

## Галерия
- Паметник на жертвите на политически репресии в Санкт Петербург (детайл), 1995
- „Сфинксове“. Детайл от Паметника на жертвите на политически репресии в Санкт Петербург, 1995
- Паметник „Първостроителите на Санкт Петербург“, 1995
- Статуя на Петър I в Лондон, 2001
- Паметник „Децата – жертви на пороците на възрастните“ в Москва, 2001